# Couterne
Couterne foi uma comuna francesa na região administrativa da Normandia, no departamento Orne. Estendia-se por uma área de 10,7 km². Em 2010 a comuna tinha 1 009 habitantes (densidade: 94,3 hab./km²).
Em 1 de janeiro de 2016, passou a formar parte da nova comuna de Rives d'Andaine.